# Thomas McIlwraith (Ornithologe)

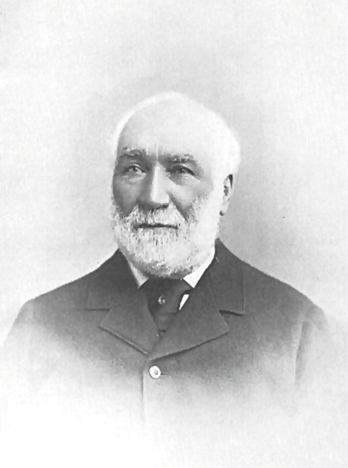
Porträt von Thomas McIlwraith (1824–1903)

Thomas McIlwraith (* 25. Dezember 1824 in Newton upon Ayr, Ayrshire, Schottland; † 31. Januar 1903 in Hamilton, Ontario) war ein kanadischer Ornithologe und Geschäftsmann schottischer Herkunft.

## Leben
1853 siedelte McIlwraith von Schottland nach Hamilton in der kanadischen Provinz Ontario über, wo er eine Karriere als erfolgreicher Geschäftsmann machte. Zehn Jahre vor seinem Tod zog er sich aus dem Geschäftsleben zurück. Seit seiner Kindheit ein leidenschaftlicher Naturliebhaber und Vogelbeobachter, entwickelte sich McIlwraith ab 1860 zu einem lokalen Experten der Avifauna in der Umgebung von Hamilton. Seine Beobachtungen beschrieb er in Artikeln, die 1860 und 1863 in der Zeitschrift The Canadian Naturalist veröffentlicht wurden.
1866 erschien seine List of Birds observed near Hamilton, Canada West, die 241 Arten umfasste. Mit seinen Veröffentlichungen erregte er die Aufmerksamkeit prominenter US-amerikanischer Ornithologen, mit denen er viele Jahre sehr aktiv korrespondierte. 1883 gehörte er zu den 23 Gründungsmitgliedern der American Ornithologists’ Union (AOU) in New York City, wo er im Komitee für Vogelzug tätig war. Ihm wurde die Leitung für die Arbeit im District of Ontario übertragen. Hierüber veröffentlichte er 1886 das Werk The birds of Ontario, being a list of birds observed in the province of Ontario, with an account of their habits, distribution, nests, eggs, etc., ein Buch im Oktavformat mit 300 Seiten, das 1894 in einer zweiten umgeschriebenen und erweiterten Auflage erschien. 1889 wurde McIlwraith für ein Jahr in das Gremium der AOU gewählt.
McIlwraith trug eine große Sammlung von kanadischen und britischen Vögeln zusammen, viele davon wurden von ihm selbst präpariert. Der Naturforscher Ernest Thompson Seton lernte bei McIlwraith das Präparationshandwerk.